# Monocentrota lundstroemi
Monocentrota lundstroemi är en tvåvingeart som beskrevs av Edwards 1925. Monocentrota lundstroemi ingår i släktet Monocentrota och familjen platthornsmyggor. Enligt den finländska rödlistan är arten nära hotad i Finland. Arten är reproducerande i Sverige. Artens livsmiljö är naturmoskogar. Inga underarter finns listade i Catalogue of Life.